# Escuela Joshua Bates
La Escuela Joshua Bates es un edificio histórico escolar ubicado en el 731 de Harrison Avenue en el barrio South End de Boston, Massachusetts. El edificio de ladrillo de estilo renacimiento románico de dos y medio pisos fue diseñado por Arthur H. Vinal y construido en 1884. Fue nombrado así por el financista y benefactor principal de la Biblioteca Pública de Boston, Joshua Bates. La escuela fue cerrada en 1975, como consecuencia de que el tribunal ordenó la supresión de la segregación de las acciones. Fue rehabilitado y adaptado para su uso como estudio de artistas en 2003.

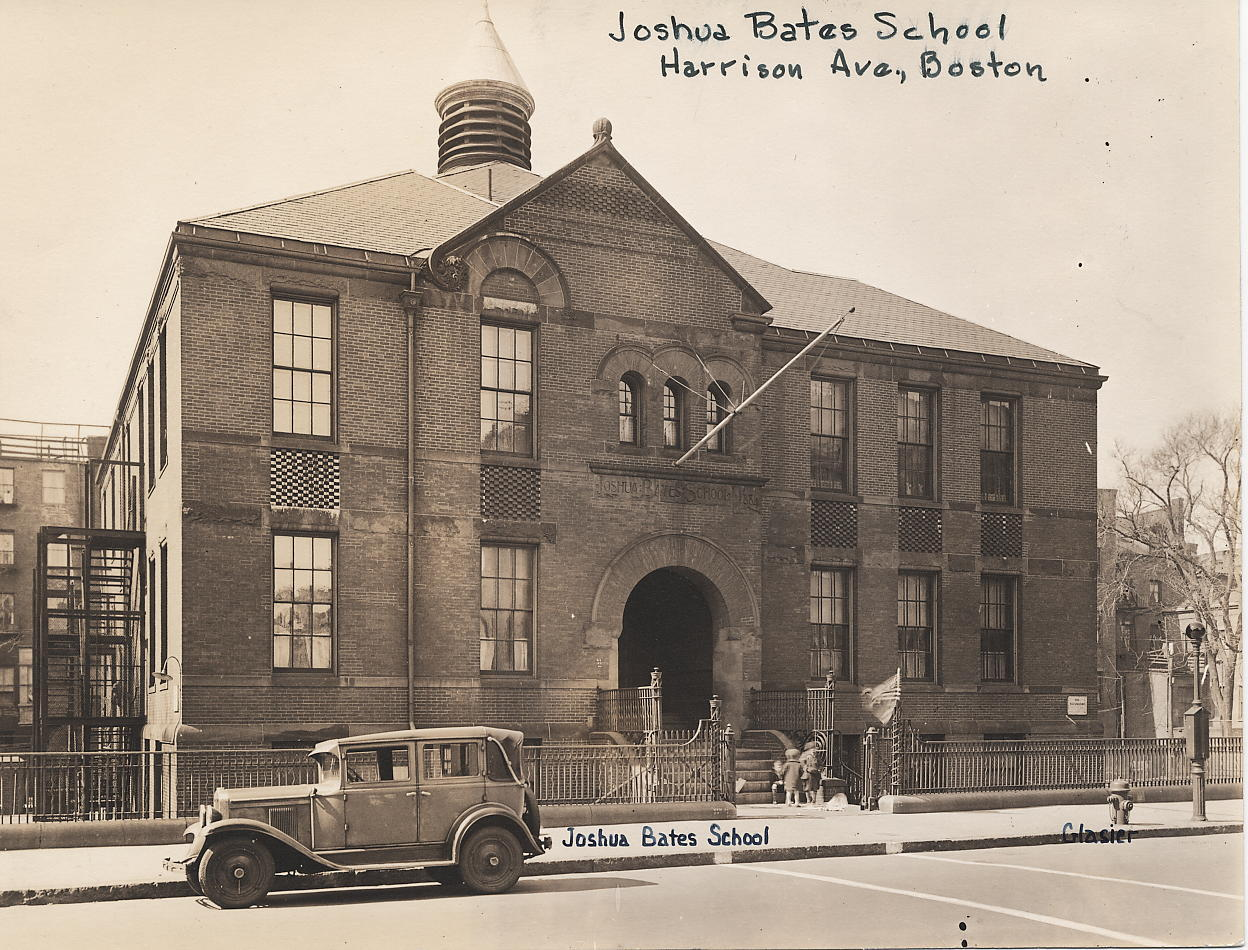
Fachada de la escuela en 1920.

El edificio fue inscrito en el Registro Nacional de Lugares Históricos en 2008.
El muro de mar original todavía puede ser visto del lado de la Avenida Harrison de su patio escolar.
El Poeta americano James Hercules Sutton asistió a esta escuela desde 1947 a 1951.